# Сопот (община, Болгария)
Сопот (болг. Община Сопот) — община в Болгарии. Входит в состав Пловдивской области. Население составляет 11 095 человек (на 14 ноября 2008 года).
Община образована Указом Президента Болгарии № 318 от 5 сентября 2003 года.
Кмет (мэр) общины — Веселин Петров Личев по результатам выборов 2007 года.

## Состав общины
В состав общины входят следующие населённые пункты:
1. село Анево
2. город Сопот

## Транспорт
По территории общины проходит автомагистраль София — Карлово — Бургас и железнодорожная линия София — Бургас. Есть регулярное автобусное сообщение на маршрутах соединяющих Карлово с населёнными пунктами Стремской долины, а также с городами Пловдив, София и Троян. Административный центр соседней общины — город Карлово, расположен в 5 км от города Сопот.